# Медресе Абдухафизбой
Медресе Абдухафизбой. (Абдулхафизбой, Хотам Хинду, Хатам Хунди) (узб. Abduhafizboy madrasasi) — медресе в историческом центре Бухары (Узбекистан), воздвигнутое в 1910 году при узбекском правителе Абдулахад-хане (1885—1910) на средства сына муллы Абдумаджида — Абдухафиза Бухари. Расположено на улице «Сузангарон» махалли им. Хамида Алимджана.
В исторических документах и в вакуфной грамоте, составленной в 1910 году, медресе именуется как Абдухафизбой (Абдулхафизбой). Ныне, в официальных государственных документах фигурирует под названиями Хотам Хинду или Хатам Хунди. Неизвестна причина переименования медресе спустя 100 лет после его основания.
Архитектурный памятник входит в «Национальный перечень объектов недвижимости материального культурного наследия Узбекистана».
Государственная программа предусматривала капитальное восстановление и реставрацию медресе в 2013 году. По оценкам 2020 года памятник культурного наследия находился в плохом состоянии.